# Lycaena semilimbata
Lycaena semilimbata är en fjärilsart som beskrevs av Paul Mabille 1890. Lycaena semilimbata ingår i släktet Lycaena och familjen juvelvingar. Inga underarter finns listade i Catalogue of Life.